# Coxib
 (novembre 2017).
Les coxibs ou inhibiteurs COX-2 sélectifs sont des anti-inflammatoires non stéroïdiens (AINS) qui ciblent directement la cyclooxygénase 2 (COX-2), une enzyme impliqué dans les états inflammatoires et la douleur qui y est associée. On les utilise souvent dans le traitement de l'arthrite.

## Historique
Dans la course à la recherche d'un inhibiteur spécifique des effets négatifs des prostaglandines, qui ont épargné les effets positifs, il a été découvert que les prostaglandines pouvaient être séparées en deux grandes classes, donc les «bonnes prostaglandines» et les «mauvaises prostaglandines», selon la structure d'une enzyme en particulier impliquée dans leur synthèse, les cyclooxygénases. 

### Les premiers coxibs
Le célécoxib et le rofécoxib (Vioxx) ont été mis sur le marché en 1999. 

### Fraude scientifique
De 1996 à 2009 un anesthésiste (Scott Reuben) a conduit et publié des tests cliniques sur l'utilisation d'inhibiteurs de la COX-2, dont en association avec la gabapentine ou la prégabaline, pour prévenir et/ou traiter la douleur postopératoire. Il a été prouvé en 2009 que ses résultats étaient inventés ou falsifiés. L'auteur a plaidé coupable, payé des amendes, purgé six mois de prison et perdu son autorisation à exercer la médecine. 29 articles scientifiques auxquels il avait contribué ont dû être retirés.
Une revue de méta-articles utilisée en 2009 a révélé que certaines conclusions des études antérieures restaient inchangées mais que les principales affirmations de S Reuben devaient être réexaminées, dont :
- l’absence d’effets néfastes des coxibs sur la guérison des os après une chirurgie de la colonne vertébrale ;
- un résultat bénéfique à long terme à la suite de l’administration préventive de coxibs ;
- une prétendue réduction des douleurs chroniques post-chirurgie ;
- l'efficacité analgésique du kétorolac ou de la clonidine en association avec des anesthésiques locaux pour l'anesthésie régionale intraveineuse[3].

En 2016, une étude a cherché à vérifier dans quelle mesure ses 25 articles rétractés sont ou non clairement perçus comme discrédités par la littérature scientifique. Pour cela, les auteurs ont mesuré le nombre de citations d’articles de Reuben dans les cinq années ayant suivant le retrait officiel de ces articles, en différenciant bien ceux qui sont cités comme falsifiés de ceux qui sont encore présentés (à tort et sans aucune indication sur le statut de rétractation) comme des résultats scientifiques. 

De 2009 à 2014, vingt des publications de Reuben ont été citées 274 fois. Et en 2014, 45% des articles rétractés avaient néanmoins encore été cités au moins une fois. Seuls 1/4 (25,8% exactement) des articles cités, précisaient clairement que les études de Reuben avait été rétractées et n'étaient pas fiables. 
Le nombre de citations par an a chuté (de 108 en 2009 à 18 en 2014), mais le statut de retrait était plus souvent omis.

## Coxibs vétérinaires
Plusieurs molécules de cette famille sont utilisées en médecine vétérinaire : enflicoxib, firocoxib et robénacoxib notamment.

## Risques et effets secondaires

### Effets secondaires et retrait du marché du rofécoxib (Vioxx®, VioxxDolor®)
Le 27 septembre 2004, le rofécoxib a été retiré du marché à la demande de la firme qui le commercialisait, à cause d'un risque accru d'infarctus du myocarde. Le fait que ces accidents soient uniquement dus au rofécoxib ou concerne les autres médicaments de la classe des coxibs n'est pas encore très clair. Des arguments tendent cependant à prouver que les autres coxibs ont sans doute moins d'effets secondaires cardiaques que le rofécoxib. En particulier, l'etoricoxib ne semble pas provoquer plus d'accidents cardiovasculaires que le diclofénac, anti-inflammatoire non stéroïdien de référence.
Le lumiracoxib a été retiré du marché du Canada et de la Nouvelle-Zélande pour des raisons de toxicité hépatique. 
Cette molécule n'a pas reçu l'agréément de la FDA américaine mais reste employée en Europe.

## Spécialités à base de coxibs

### Belgique
- voir le RCM

- - Celebrex® (célécoxib)
  - Arcoxia® (étoricoxib)
  - Dynastat® (parécoxib en flacon i.m. - i.v. réservé à l'usage hospitalier)
  - Bextra® (valdécoxib) (temporairement suspendu)

### France
- - Celebrex® (célécoxib)
  - Dynastat® (parécoxib sodique en flacon i.m. - i.v. réservé à l'usage hospitalier)
  - Arcoxia® (étoricoxib)

### Suisse
- - Celebrex® (célécoxib)
  - Bextra® i.v./i.m. (parécoxib sodique i.m. - i.v.)
  - Bextra® oral (valdécoxib)